# Tomáš Zmoray
Tomáš Zmoray (* 26. července 1989 Banská Bystrica) je slovenský skokan na lyžích. V reprezentaci je od roku 2005, v roce 2008 se stal slovenskou jedničkou poté, co jeho kolega Martin Mesík ukončil kariéru.

## Kariéra
V roce 2008 odcestoval jako slovenská jednička na čtyři závody. Do jednoho postoupil, skončil však až 47. Na můstku v italském Pragelatu se zúčastnil hlavního závodu, kvalifikace byla zrušena. Skončil 56.
První medaili z FIS CUPU si odvezl z domácího podniku na Štrbském Plese, kde 9. srpna skončil na třetí příčce.
Další medaili získal 1. února 2009 v rakouském Eisenerzu, skončil druhý. A ještě jednu stříbrnou má z Itálie (Predazzo).
Měl štěstí při zisku prvních bodů z Kontinentálního poháru (COC) na sněhu. 7. února 2009 skončil v polském Zakopanem na můstku Wielka Krokiew v jednokolovém větrném závodě na první příčce před Čechem Borkem Sedlákem a domácím Marcinem Bachledou. Pro Slováky to byl obrovský úspěch.

## Léto 2009
Dvakrát bodoval v COC (16,26), ve FIS CUPu byl dvakrát druhý doma na Štrbském Plese a nyní bojuje o vítězství v soutěži.
Neuvěřitelný úspěch mu přinesl vítr. V Letní Grand Prix skočil na můstku v Pragelatu sice velmi málo, ale nová pravidla, která určují připisování a odepisování bodů podle větru, mu zařídila postup. Skončil 29. a získal své první světové body.

## Největší úspěchy

### FIS CUP
- 3. místo (2008)
- 2. místo (2009)
- 2. místo (2009)
- 2. místo (2009)
- 2. místo (2009)

### Kontinentální pohár
- 1. místo v Zakopanem, Wielka Krokiew (2009)

### Grand Prix
- 29. místo v Pragelatu, Stadio del Trampolino (2009) / 2body/

### Světový pohár
Nikdy nebodoval, jeho nejlepším výsledkem bylo 36. místo na Holmenkollenu (Oslo) v roce 2010.

### Zimní olympijské hry
- 43. místo ve Vancouveru 2010.